# Glencoe, Illinois
Glencoe är en ort (village) i Cook County, i delstaten Illinois, USA. Enligt United States Census Bureau har orten en folkmängd på 8 760 invånare (2011) och en landarea på 9,6 km².